# Le Roi des Aulnes (film, 1931)
Pour les articles homonymes, voir Le Roi des Aulnes.
Pour plus de détails, voir Fiche technique et Distribution.
Le Roi des Aulnes est un film français réalisé par Marie-Louise Iribe, sorti en 1931.

## Synopsis
Alors qu'un père transporte son fils malade à cheval vers leur maison, la mort, incarnée par le Roi des Aulnes, appelle sans cesse l'enfant vers elle...

## Fiche technique
- Titre : Le Roi des Aulnes
- Réalisation : Marie-Louise Iribe
- Scénario : Marie-Louise Iribe, Peter Paul Brauer et Pierre Lestringuez d'après le poème Le Roi des Aulnes de Johann Wolfgang von Goethe
- Photographie : Robert Batton et Émile Pierre
- Musique : Max d'Ollone
- Pays d'origine : France
- Format : Noir et blanc
- Genre : drame
- Date de sortie : 1931

## Distribution
- Joë Hamman : Le roi des aulnes
- Mary Costes : La fille du maître de poste
- Rosa Bertens : La grand-mère
- Otto Gebühr : Le père
- André Michaud : Le timbalier fantôme
- Albert Broquin : Crapaud